# Bulutlar Ağlıyor
 Bulutlar Ağlıyor  ist das 58. Studioalbum des türkischen Arabeske-Sängers Hakkı Bulut. Es erschien erstmals am 5. Mai 2011 über sein eigenes Label Hakkı Bulut Müzik. Die Texte und die Musik wurden komplett von Bulut selbst geschrieben und komponiert.

## Cover
Auf dem Cover ist Bulut in sitzender und nachdenklicher Pose zu sehen, er trägt ein schwarz-weiß-gestreiftes Hemd und hat die Hände über einem Knie verschränkt. Im Hintergrund sind Meer und Wolken zu sehen, zudem ist es Nacht, da der Mond deutlich sichtbar ist.

## Titelliste
| #  | Titel                 | Länge |
| -- | --------------------- | ----- |
| 1. | Bulutlar Ağlıyor      | 5:25  |
| 2. | Bu Bizmiyiz Allahım?  | 5:16  |
| 3. | Bu Nasıl Töre         | 3:01  |
| 4. | Utan                  | 5:48  |
| 5. | Hayatımın Adı Sensin  | 4:47  |
| 6. | Boyun Eğmem           | 3:45  |
| 7. | Mutluluğu Göstermedin | 3:28  |